# ジョン・バリー (作曲家)
ジョン・バリー（John Barry、ジョン・バリー・プレンダーガスト OBE、John Barry Prendergast OBE、1933年11月3日 - 2011年1月30日）は、イギリス・ヨーク出身の作曲家。多くの映画音楽の作曲を手がけた。中でも「007／ジェームズ・ボンド」シリーズの曲は広く知られている。ゴールデングローブ賞とアカデミー賞を5回受賞している。

## プロフィール
1933年イギリス生まれ。父親のジャック・バリーは映画館や劇場を経営していたため、ジョンも幼い頃から映画に親しむ。一方、ピアニストの母親の影響で1941年9歳からピアノを弾き始め、後にトランペットも習い始めた。10歳でヨーク寺院のフランシス・ジャクソン博士に音楽教育を受け、ロンドンの音楽学校で作曲と楽器法を学んだが、1年経たずして中途退学となった。その後3年程、地方のジャズ・バンドで演奏していたが、兵役に応じ軍隊のバンドで演奏活動を続け、その間も和声、作曲、編曲をスタン・ケントンに通信教育で学ぶ。除隊後は軍の友人達とR&Bのバンド「ジョン・バリー・セブン」を結成。

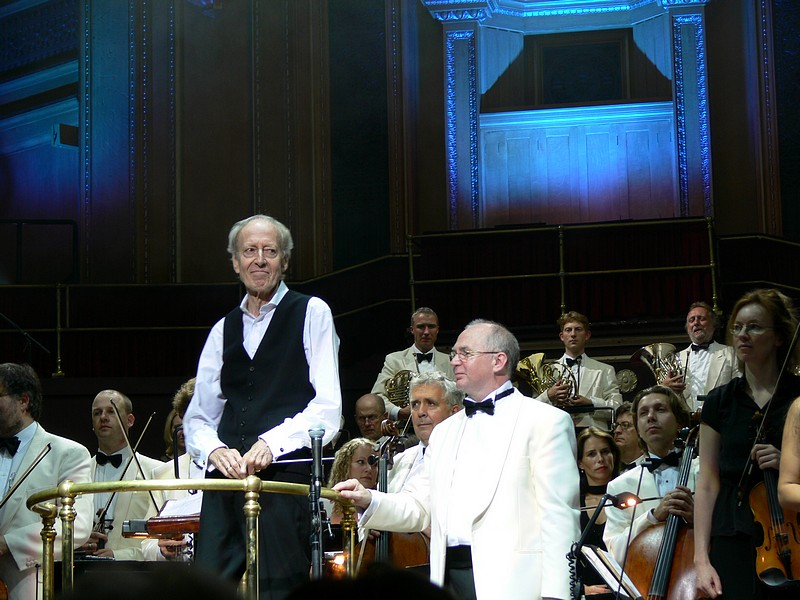
ジョン・バリーとポール・ベイトマン（Paul Bateman）
2006年、ロイヤル・アルバート・ホールにて

1957年にEMIレコードと契約を結ぶ。その後、クリフ・リチャードや多くのアーティストのプロデュースやアレンジを手がけ、テレビの音楽を担当した後、アダム・フェイス、ピーター・セラーズの映画のスコアを書き、1959年に『狂っちゃいねえぜ（Beat Girl）』で本格的に映画音楽に進出し、007ジェームズ・ボンドのテーマの編曲で名声を博した（このテーマの作曲者はモンティ・ノーマンである）。マット・モンローで有名になった「ロシアより愛をこめて」はライオネル・バート作曲、ジョン・バリーが映画音楽担当、「野生のエルザ」はジョン・バリー作曲である。また1972年の「フォロー・ミー」は、作曲ジョン・バリー、評価された歌はテルマ・キーティングで、日本でもスマッシュ・ヒットしている。
1970年代途中まで英国で過ごす。その後少しの間スペインで過ごし（税金問題のため）、その後、映画の仕事のため渡米、ニューヨーク近郊のオイスターベイで暮らす。
1988年、肺炎による食道破裂を患う。
2011年1月30日、心臓発作のためニューヨークで死去。77歳没。

## 私生活
1953年、バーバラ・ピカードと結婚、一児をもうけたが1963年離婚。1965年女優のジェーン・バーキンと結婚。一女ケイト・バリー（写真家）が生まれたが、1968年に離婚。1969年ジェーン・シドニーと結婚、1971年離婚。1978年1月、現在の妻ローリー・バリーと結婚。

## 映画作品
- 1959年
  - 『狂っちゃいねえぜ』（Beat Girl）
- 1960年
  - 『喰いついたら放すな』（Never Let Go）
- 1962年
  - 『桃色株式会社』（The Amorous Prawn）
- 1962年
  - 『007 ドクター・ノオ』
  - 『007は殺しの番号』（Dr. No、この時はモンティ・ノーマンが音楽担当であったが、映画製作者が気に入らなかったため、急遽バリーがノーマンの作品に基づき主題曲の編曲を担当した。）
- 1963年
  - 『007 ロシアより愛をこめて』
  - 『007/危機一発』（From Russia with Love、主題歌はライオネル・バート作曲[3]、歌はマット・モンロー。ジョン・バリーはスコアと編曲、指揮）
- 1964年
  - 『雨の午後の除霊祭』（Seance on a Wet Afternoon）
  - 『007/ゴールドフィンガー』（Goldfinger）
  - 『ズール戦争』（Zulu）
  - 『国際諜報局』（The Ipcress File）
- 1965年
  - 『キング・ラット』（King Rat）
  - 『007/サンダーボール作戦』（Thunderbal）
  - 『ナック』（The Knack)
  - 『ジャングル・モーゼ』（Mister Moses）
- 1966年
  - 『さらばベルリンの灯』（The Quiller Memorandum）
  - 『逃亡地帯』（The Chase）
  - 『野生のエルザ』（Born Free）＝アカデミー作曲賞・歌曲賞2部門受賞。歌はマット・モンロー。
- 1967年
  - 『007は二度死ぬ』（You Only Live Twice）
- 1968年
  - 『冬のライオン』（The Lion in Winter）＝アカデミー作曲賞受賞、ゴールデングローブ賞ノミネート
  - 『華やかな情事』（Petulia）
  - 『夕なぎ』（Boom）
- 1969年
  - 『女王陛下の007』（On Her Majesty's Secret Service = O.H.M.S.S.）
  - 『約束』（The Appointment）
- 1970年
  - 『真夜中のカーボーイ』（Midnight Cowboy）＝グラミー賞受賞
  - 『最後の谷』（The Last Valley）
  - 『モンテ・ウォルシュ』（Monte Walsh）
- 1971年
  - 『クイン・メリー/愛と悲しみの生涯』（Mary, Queen of Scots）＝アカデミー賞ノミネート、ゴールデングローブ賞ノミネート
  - 『007/ダイヤモンドは永遠に』（Diamonds Are Forever）
  - 『美しき冒険旅行』（Walkabout）
  - 『マーフィの戦い』（Murphy's War）
- 1972年
  - 『フォロー・ミー』（Follow Me）、歌：テルマ・キーティング
  - 『不思議の国のアリス』（Alice's Adventures in Wonderland）
- 1974年
  - 『ダブ』（The Dove）＝ゴールデングローブ賞ノミネート
  - 『007/黄金銃を持つ男』（The Man with the Golden Gun）
  - 『夕映え』（The Tamarind Seed）
- 1975年
  - 『イナゴの日』（The Day of the Locust）
- 1976年
  - 『ロビンとマリアン』（Robin and Marian）
  - 『キングコング』（King Kong）
- 1977年
  - 『ザ・ディープ』（The Deep）＝ゴールデングローブ賞ノミネート
  - 『ホワイト・バッファロー』（The White Buffalo）
- 1978年
  - 『ベッツィー』（The Betsy）
  - 『死亡遊戯』（Game of Death）
  - 『スタークラッシュ 宇宙大戦争』（Starcrash）
- 1979年
  - 『ブラックホール』（The Black Hole）
  - 『ハノーバー・ストリート 哀愁の街かど』（Hanover Street）
  - 『007/ムーンレイカー』（Moonraker）
  - 『ナイト・ゲーム』（Night Games）
- 1980年
  - 『サンフランシスコ物語』（Inside Moves）
  - 『ヤング・マスター/師弟出馬』（Shi di chu ma）
  - 『ある日どこかで』（Somewhere in Time）＝ゴールデングローブ賞ノミネート
  - 『ラスト・レター』（Touched by Love）
  - 『レイズ・ザ・タイタニック』（Raise the Titanic）
- 1981年
  - 『白いドレスの女』（Body Heat）
  - 『ローン・レンジャー』（Legend of the Lone Ranger）＝ゴールデンラズベリー賞作曲賞受賞
- 1982年
  - 『女優フランシス』（Frances）
  - 『ハメット』（Hammett）
- 1983年
  - 『ゴールデンシール』(The Golden Seal)
  - 『ハイ・ロード』(High Road to China)』
  - 『007 オクトパシー』(Octopussy)
- 1984年
  - 『コットンクラブ』（The Cotton Club）
- 1985年
  - 『愛と哀しみの果て』（Out of Africa）＝アカデミー作曲賞受賞
  - 『白と黒のナイフ』（Jagged Edge）
  - 『007/美しき獲物たち』（A View To A Kill）
- 1986年
  - 『ペギー・スーの結婚』（Peggy Sue Got Married）
  - 『ゴールデン・チャイルド』（The Golden Child）
  - 『ハワード・ザ・ダック/暗黒魔王の陰謀』（Howard the Duck）
- 1987年
  - 『007/リビング・デイライツ』（The Living Daylights）＝（指揮者として出演）
- 1988年
  - 『マスカレード／甘い罠』（Masquerade）
- 1990年
  - 『ダンス・ウィズ・ウルブズ』（Dances with Wolves）＝アカデミー作曲賞受賞、ゴールデングローブ賞ノミネート
- 1992年
  - 『チャーリー』（Chaplin）＝アカデミー作曲賞ノミネート、ゴールデングローブ賞ノミネート
- 1993年
  - 『マイ・ライフ』（My Life）
  - 『ルビー・カイロ』（Ruby Cairo）
  - 『幸福の条件』（Indecent Proposal）
- 1994年
  - 『スペシャリスト』（The Specialist）
- 1995年
  - 『遥かなる夢・ニューヨーク物語』（Across the Sea of Time）（もとは『サウス・キャロライナ/愛と追憶の彼方』（1991）のためのものだったが、ジェームズ・ニュートン・ハワードの曲が採用されたため、3D IMAX映画用にリライトした）
  - 『スカーレット・レター』（The Scarlet Letter）
  - 『輝きの大地』（Cry, the Beloved Country）
- 1997年
  - 『輝きの海』（Swept from the Sea）
- 1998年
  - 『マイ・ハート、マイ・ラブ』（Playing by Heart）
  - 『マーキュリー・ライジング』（Mercury Rising）
- 1999年
  - （『グッバイ・ラバー』（Goodbye Lover）曲は書いたが不採用となった）
- 2001年
  - 『エニグマ』（Enigma）

## その他の活動
- The Americans
- The Beyondness of Things
- Eternal Echoes

John Barry was inducted into the Songwriters Hall of Fame in 1998

## 受賞歴

### アカデミー賞
- 1966年『野生のエルザ』（Born Free）
- 1968年『冬のライオン』（The Lion in Winter）
- 1985年『愛と哀しみの果て』（Out of Africa）
- 1990年『ダンス・ウィズ・ウルブズ』（Dances with Wolves）

### グラミー賞
- 1970年『真夜中のカーボーイ』（Midnight Cowboy）

### ゴールデングローブ賞
- 1985年『愛と哀しみの果て』（Out of Africa）